# Iosif Leveanu
Iosif Leveanu (n. Leibovici, în rusă Иосиф Матвеевич Левяну; n. 7 martie 1909, Vaslui, Vaslui, România – d. 1976, Chișinău, RSS Moldovenească, URSS) a fost un actor sovietic moldovean.

## Biografie
S-a născut în 1909 în Vaslui, într-o familie de evrei. A jucat în mai multe piese de teatru românești și în limba idiș, iar, în 1940, după ocupația sovietică a Basarabiei și Bucovinei de Nord, s-a stabilit în Chișinău. După cel de-al doilea război mondial, Leveanu a devenit unul dintre actorii principali ai Teatrului Muzical și Dramatic din Moldova. A jucat în piese scrise de mai mulți dramaturgi sovietici moldoveni, cum ar fi Ramil Portnoi, Leonid Corneanu sau Emilian Bucov. A participat în mai multe spectacole radiofonice ale teatrului. A fost și actor de film, apărând chiar și în filmul Omul merge după soare, regizat de Mihail Kalik.
Leveanu a decedat în 1976, în Chișinău.